# Antic Cementiri (Godall)
L'Antic Cementiri és una obra de Godall (Montsià) inclosa a l'Inventari del Patrimoni Arquitectònic de Catalunya.

## Descripció
Edifici descobert format per quatre parets que integren una planta rectangular i que han estat realitzades amb pedra sense treballar lligada amb morter i maons per a formar l'arcada de mig punt que dona entrada al fossar, actualment tapiat. Aquesta entrada no està al centre del mur sinó una mica desplaçada cap a la dreta. El mur està rematat per unes creus de pedra en relleu, separades per una certa distància.
La porta d'entrada estava rematada per una creu de pedra de la que només queda la base.
A l'ample esquerre de la façana hi ha una pedra on hi ha gravat: "AÑO 1832".

## Història
Aquest cementiri ha estat substituït per un altre que es troba a l'altre costat de la carretera i més a l'interior.
Es deteriora amb rapidesa i algunes de les creus han desaparegut. El camí ha estat asfaltat.